# Aegialia insularis
Aegialia insularis är en skalbaggsart som beskrevs av Riccardo Pittino 2006. Aegialia insularis ingår i släktet Aegialia och familjen Aegialiidae. Inga underarter finns listade i Catalogue of Life.